# DN2M
DN2M este un drum național în lungime de 52km, care face legătura între Focșani și Nereju, via Odobești.